# Mario Sánchez (actor)
Mario Sánchez (San Rafael Mendoza, 16 de enero de 1936 - Villa Carlos Paz, 8 de noviembre de 2007) fue un actor, imitador y humorista argentino.

## Trayectoria
Sánchez nació en San Rafael, provincia de Mendoza en 1936, hijo de José Sánchez, un conocido bandoneonista de la época. De chico empezó a trabajar como actor cómico, adoptando el seudónimo de Mario del Río, y a los 18 años se radicó en Buenos Aires. Participó a lo largo de su carrera en más de 19 películas argentinas, integrando elencos en programas humorísticos muy exitosos de televisión. Incluso trabajó mucho en radio. Hacia fines de los años sesenta, se dio conocer al público televisivo formando el llamado Dúo de Dos, junto a Beto Cabrera. 
Durante varios años fue partícipe del programa Rapidísimo, emitido por Radio Rivadavia y conducido por el periodista Héctor Larrea. En ese programa radial interpretó a personajes como "el gaucho Barralde", "Bartolito" y "Obdulio Piopío". Por esa labor recibió un Martín Fierro en el año 1989.
En la década de los 70 participó en un programa diario todos los mediodías por canal 5 de Rosario, y luego participó también en numerosas obras teatrales en Buenos Aires, Mar del Plata, Carlos Paz y Montevideo. Siempre destacándose como gran humorista y comediante.
Además de trabajar en radio, en televisión participó en los programas Polémica en el bar (junto a Gerardo Sofovich, entre otros), Operación Ja-Já (programa producido por los hermanos Sofovich en la década de 1960), El show de la vida, RRDT (serie de Pol-ka, Canal 13, 1997), el programa folclórico Argentinísima y muchos otros. Participó también en cine.
Hay una participación suya poco conocida en la música: el compositor y arreglista Waldo de los Ríos quiso hacer, en una ocasión, un arreglo de una canción que cantaba Carlos Gardel, "Boquitas Pintadas", tal su título, y en medio de la canción, netamente instrumental, pensó insertar la voz de Gardel, pero los derechohabientes del material de Gardel no se lo permitieron. Fue por eso que esa pequeña estrofa de la canción fue cantada por Mario Sánchez, que no se oye muy reconocible debido a que su voz está retrabajada.
Falleció en Villa Carlos Paz, provincia de Córdoba, el 8 de noviembre de 2007 cerca de la 1:00 de la madrugada (hora argentina), a raíz de una afección cardíaca derivada de una diabetes que padecía desde hacía años.

## Filmografía
- El caporal (1997)
- El potro indomable (1992)
- Intriga mortal (1992)
- Delito de corrupción (1991)
- Más loco que un crucero (1990)
- Isla se alquila por hora (1989)
- El profesor punk (1988)
- Galería del terror (1987)
- Los colimbas al ataque (1987)

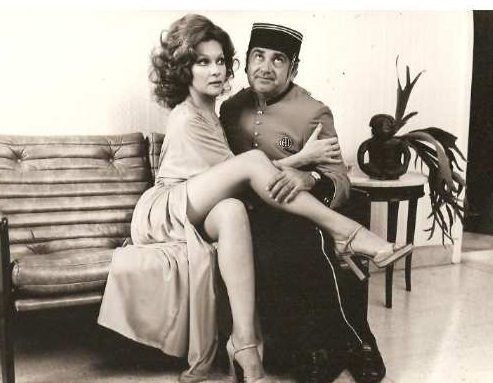
Ethel Rojo (1937-2012) y Mario Sánchez en la película La noche del hurto (1976).

- Rambito y Rambón primera misión (1986)
- Charley Hannah (1986)
- Los colimbas se divierten (1986)
- El telo y la tele (1985)
- Los extraterrestres (1983)
- Los fierecillos se divierten (1983)
- Below the Belt (1980)
- Millonarios a la fuerza (1979)
- Cuatro pícaros bomberos (1979)
- La fiesta de todos (1979)
- Los éxitos del amor (1979)
- La noche del hurto (1976)
- No hay que aflojarle a la vida (1975)
- Los chiflados del batallón (1975)
- Yo tengo fe (1974)
- Los doctores las prefieren desnudas (1974)
- Los caballeros de la cama redonda (1973)
- Disloque en el presidio (1965)

## Televisión
- "RRDT" (1997)
- "La estación de Landriscina" (1992)
- Las gatitas y ratones de Porcel (1987)
- Viva la risa (1983)
- Polémica en el bar (1981)
- Los Piedra Gómez (1980)
- La fiesta del séptimo día (1978)
- Operación Ja-Já
- Circus Show de Carlitos Balá (1972)
- Ha entrado una mujer (1969)
- La baranda (1969)
- El Zipi-Zape Canal 11 (?)

## Teatro
- Lo que el turco se llevó (1999), encabezada por Nito Artaza y Miguel Ángel Cherutti. Dirigida por Daniel Fernández.
- Corrientes en llamas (1998), junto a Reina Reech. Estrenada en el Teatro Astros.
- El revistazo rompe todo (1988), con Moria Casán, Adriana Brodsky, Pili Miles y Mario Castiglione. Estrenada en el Teatro El Lago.
- Meta Moria en Mar del Plata (1986), junto con Moria Casán, Amalia "Yuyito" González, Tristán y Mario Castiglione.
- La patota revistera (1984), de Hugo Sofovich, estrenada en el Teatro Tabarís. Con Moria Casán, Carmen Barbieri, Javier Portales, Mario Castiglione y Bettina Vardé.
- ¿Estábamos mejor cuando estábamos peor? (1981), con Zulma Faiad. Dirigida por Carlos A. Petit en el Teatro Tabarís.
- La revista debe seguir (1981), de Carlos A. Petit, estrenada en el Teatro Santa Fe, de Mar del Plata. Junto a Zulma Faiad, Violeta Montenegro y Tandarica.
- Los verdes están en el Maipo  (1976), con Mimí Pons, Javier Portales, Norma Pons, Tristán, Pedro Sombra, Alberto Irízar, Miguel Jordán, Naanim Timoyko, Alfredo Giménez, Carmen Barbieri y Peggy Sol.
- Canta, canta (1976), con Estela Raval y Ricardo Romero.
- La revista de oro (1974), encabezada por Nélida Roca, Jorge Porcel y Susana Giménez.
- En vivo y en desnudo (1973).
- Frescos y Fresquitas (1973), con  Alfredo Barbieri, Don Pelele, Moria Casán, Carlos Scazziotta, Julia Alson, Karen Mails, Alberto Irízar, Sonia Grey y María Rosa Fugazot.